# Rosiczka okrągłolistna
Rosiczka okrągłolistna (Drosera rotundifolia L.) – gatunek rośliny należący do rodziny rosiczkowatych. Roślina owadożerna. Występuje w stanie dzikim w całej Europie oraz na obszarach Ameryki Północnej i Azji. W Polsce dość pospolita na torfowiskach. 

## Morfologia

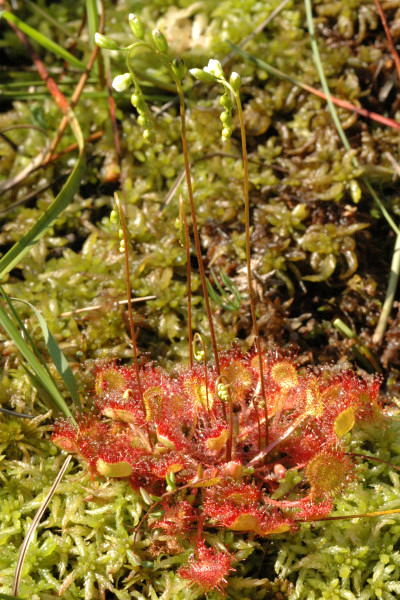
Pokrój

PokrójRoślina wieloletnia, drobna, osiągająca wysokość 5–20 cm.
LiścieOdziomkowe zebrane w różyczkę, długoogonkowe, okrągławe, czerwonawe. Z wierzchu i na brzegach posiadają włoski gruczołowe, które wydzielają lepką, wabiącą ciecz, do której przyklejają się owady. Później liście zwijają się i trawią zdobycz.
KwiatyJeden lub kilka głąbików kwiatowych, prosto wzniesione, czerwono nabiegłe, dłuższe od liści. Kwiaty niepozorne, białe, na szczycie głąbika zebrane w grono.
OwocTrójkomorowa torebka.

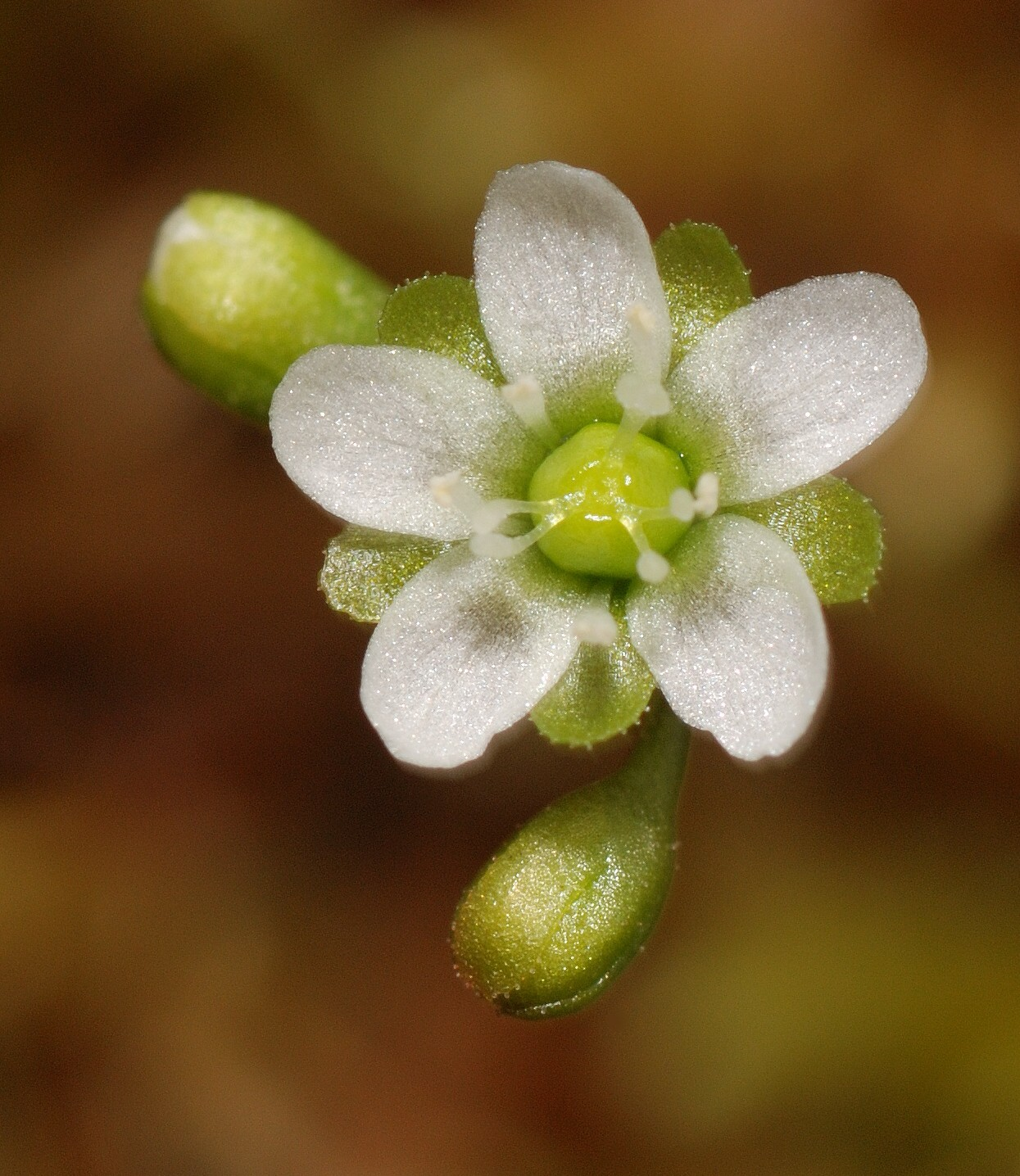
Kwiat
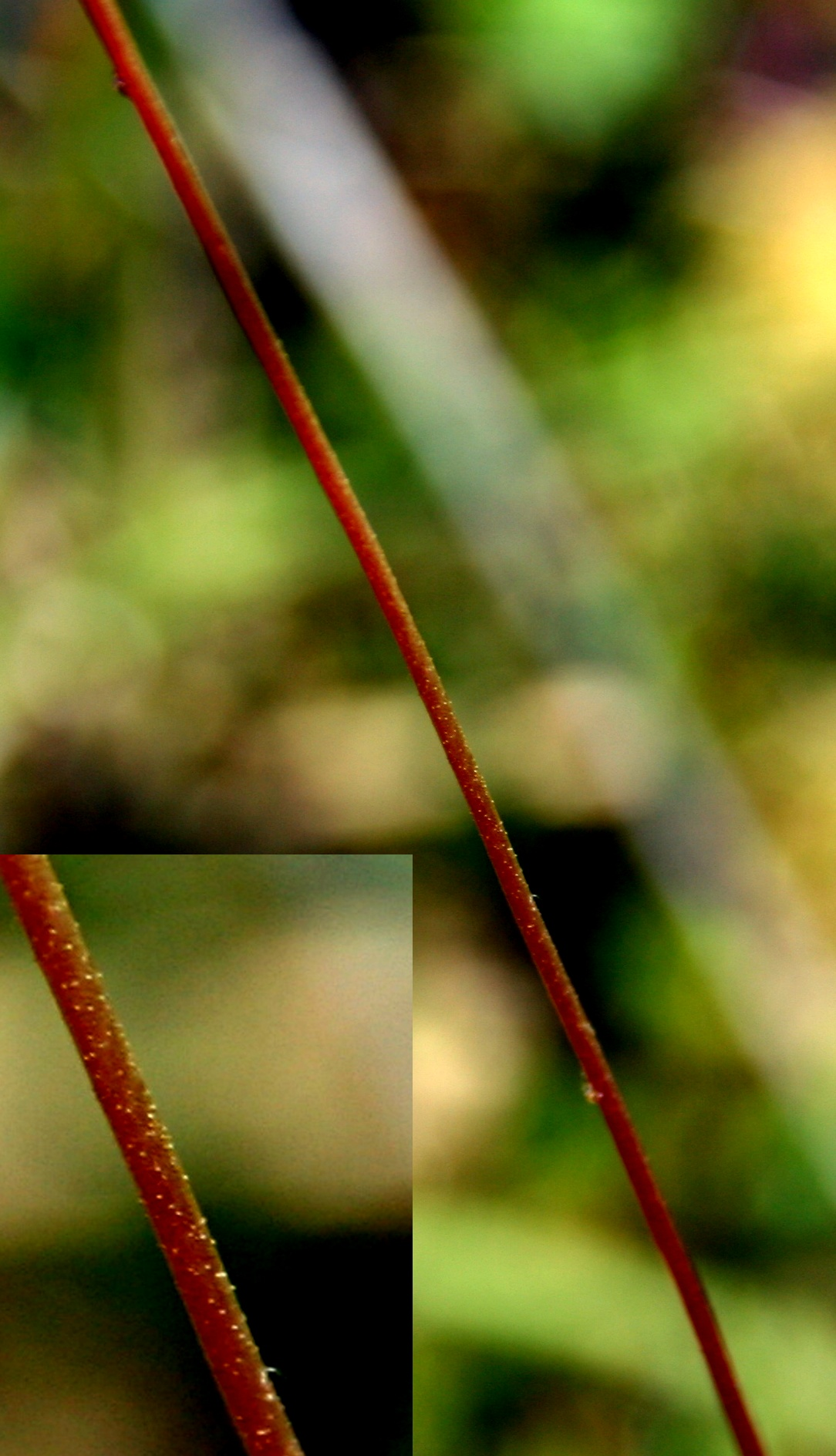
Łodyga
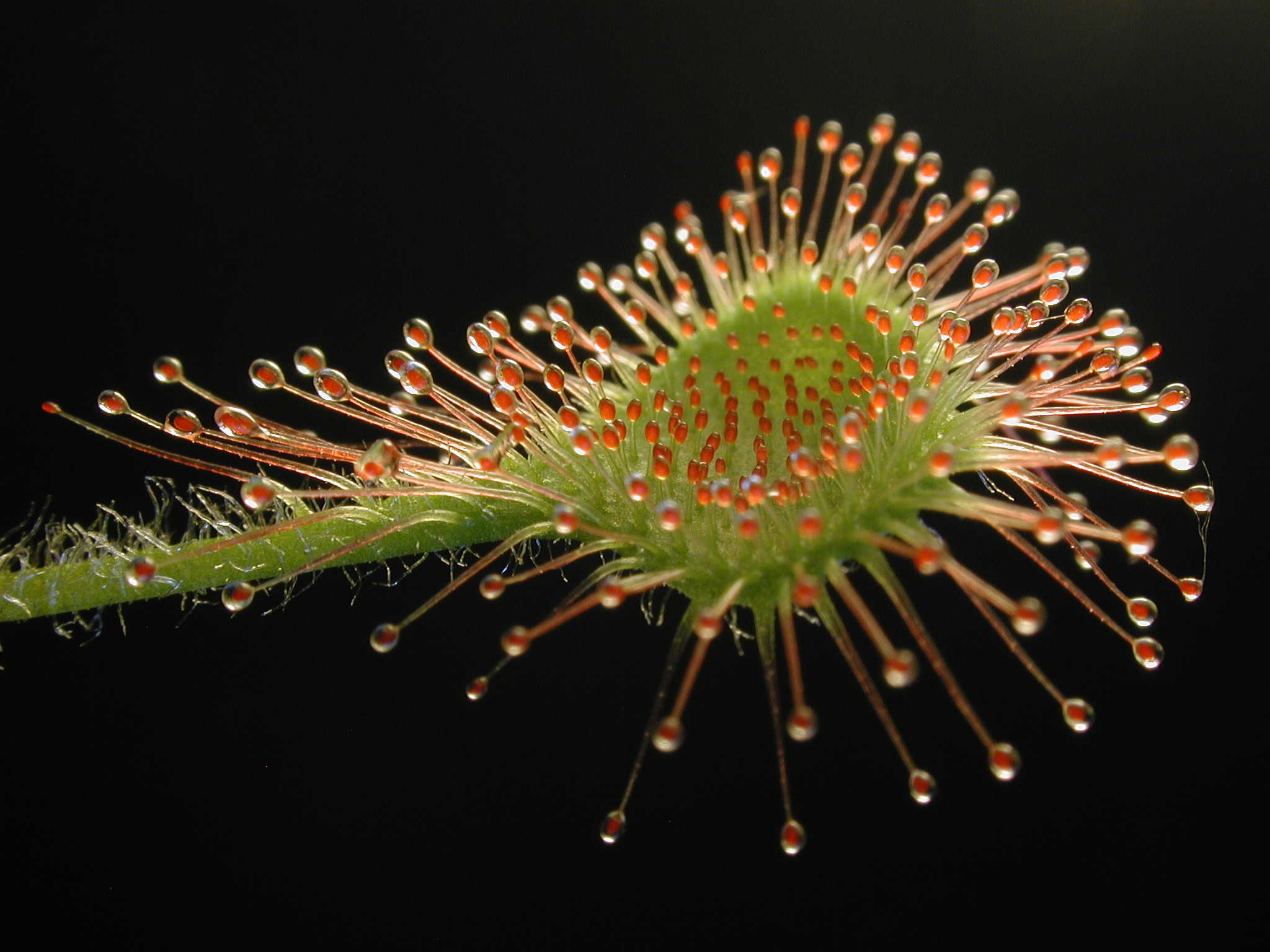
Liść pułapkowy

## Biologia i ekologia
Bylina, hemikryptofit. Kwitnie od lipca do sierpnia. Siedlisko: torfowiska, bory bagienne, wilgotne wrzosowiska oraz brzegi dystroficznych jezior. W klasyfikacji zbiorowisk roślinnych gatunek charakterystyczny dla klasy (Cl.) Oxycocco-Sphagnetea.
Ponieważ żyje w środowisku ubogim w azot (torfowiska), braki azotu w podłożu uzupełnia owadożernością. Wabi swoje ofiary błyszczącymi kroplami słodkiej cieczy, które są wydzielane na szczytach – czułkach porastających powierzchnie liści. Dzięki zawartości barwników antocyjanowych mają one czerwonawy kolor zwiększający ich atrakcyjność. Jako roślina owadożerna działa aktywnie. Ofiara wchodzi na liść i lepka substancja ją unieruchamia. Powoli pułapka się zamyka. Trwa to około 3 godzin. Wydzielany kwas mrówkowy zaczyna rozpuszczać ciało owada. Uwalniają się dzięki temu cząsteczki białka, które stymulują wydzielanie enzymów proteolitycznych. Miękkie części ciała ofiary zostają strawione, a powstała z nich ciecz – bogata w substancje odżywcze, ulega wchłonięciu przez roślinę. Po strawieniu ofiary liść otwiera się, a pozostałości zwykle są zdmuchiwane przez wiatr. Ponowne otwarcie następuje po 24 godzinach.

## Zagrożenia i ochrona
Roślina objęta w Polsce ścisłą ochroną gatunkową. Ochronę rosiczek wprowadzono już w 1946 r. Liczebność populacji stopniowo zmniejsza się. W opracowaniu Czerwona lista roślin i grzybów Polski (2006) jest umieszczona w grupie gatunków zagrożonych wyginięciem (kategoria zagrożenia V). W wydaniu z 2016 roku otrzymała kategorię NT (bliski zagrożenia).

## Zastosowanie
- Roślina lecznicza: zawiera glikozydy (droseron, plumbagina), cholinę, związki cyjanogenne. Ma działanie: przeciwbólowe.
- Dawniej z rosiczki robiono nalewkę, zwaną rosalisami (od ros solis – rosa słoneczna). Nalewki używano w stanach gorączkowych oraz przy dolegliwościach kobiecych. Płukanki z ziela rosiczki miały skutecznie uśmierzać ból zębów. Rosiczkowe napary stosowano jako lek przynoszący ulgę przy bólach oczu, głowy, żołądka, serca.
- Niegdyś używano jej suszonych kwiatów jako zamiennika tytoniu.
- Rosiczkę wykorzystywano do odstraszania złych duchów i jako zabezpieczenie przed nieprzychylnymi czarami. W tym celu wianki z rosiczki zakopywano w oborze i w mieszkalnych izbach.

## Zmienność
Tworzy mieszańce z: rosiczką długolistną i r. pośrednią. Efektem skrzyżowania  rosiczki okrągłolistnej z długolistną jest rosiczka owalna Drosera × obovata Mert. & Koch., a okrągłolistnej z pośrednią Drosera × eloisiana T.S.Bailey.